# Francisco Sánchez-Ocaña
Francisco Sánchez-Ocaña Beltrán (1876-1935) fue un periodista y político español.

## Biografía
Abogado de profesión, se dedicó al periodismo. En Valencia fundó y dirigió el diario El Correo. Posteriormente, a partir de 1907, pasó a trabajar como reactor para el diario ABC. Junto al empresario Carlos Coppel editó Por la patria y por la verdad, una publicación propagandística subvencionada por la embajada alemana que llegó a alcanzar los 150.000 ejemplares. En las elecciones generales de 1916 fue elegido diputado por el distrito de Torrente. Posteriormente llegaría a ejercer el cargo de Inspector general de primera enseñanza. Continuó trabajando como redactor de ABC hasta su fallecimiento en 1935

## Familia
Tuvo un hermano, José, que fue militar de carrera y alcanzaría el rango de general de división.